# Bol d'or des Monédières
Pour les articles homonymes, voir Bol d'or (homonymie).
Le Bol d'or des Monédières était un critérium cycliste qui avait lieu après le Tour de France, traditionnellement le 1er jeudi du mois d'août. Il se courait sur un circuit d'une vingtaine de kilomètres à parcourir sept fois, autour du village de Chaumeil, dans le Massif des Monédières, en Corrèze. 
Créée par l'accordéoniste Jean Ségurel au début des années 1950, la course a très vite connu un vif engouement de la part du public massé au bord de la route. Jean Robic, Fausto Coppi, Raphaël Géminiani, Jacques Anquetil, Raymond Poulidor, Bernard Hinault, Laurent Fignon, Stephen Roche, Luc Leblanc, Richard Virenque, Laurent Jalabert, Jacky Durand, Stéphane Heulot, Christophe Moreau et bien d'autres se sont imposés dans cette épreuve mêlant cyclisme et accordéon. Le col des Géants constitue la principale difficulté du tracé.
La dernière édition du critérium s'est déroulée en 2002. À partir de 2005, la dernière étape de la course cycliste Paris-Corrèze s'est terminée par cinq tours du circuit du Bol d'Or des Monédières.
Depuis la disparition du Paris-Corrèze, le Tour du Limousin emprunte parfois le circuit de Chaumeil pour perpétuer la tradition.

## Palmarès
| Année     | Vainqueur                                                        | Deuxième                                                         | Troisième                                                        |
| --------- | ---------------------------------------------------------------- | ---------------------------------------------------------------- | ---------------------------------------------------------------- |
| 1952      | Jean Robic                                                       | Jean Le Guilly                                                   | Michel Brun                                                      |
| 1953      | Fausto Coppi                                                     | Jacques Vivier                                                   | Georges Gay                                                      |
| 1954      | Louison Bobet                                                    | Valentin Huot                                                    | Antonin Rolland                                                  |
| 1955      | Jacques Anquetil                                                 | Hervé Prouzet                                                    | Max Cohen                                                        |
| 1956      | Raphaël Géminiani                                                | Jean Le Guilly                                                   | Louis Bergaud                                                    |
| 1957      | Raphaël Géminiani                                                | Louison Bobet                                                    | Louis Bergaud                                                    |
| 1958      | Raphaël Géminiani                                                | Jean Graczyk                                                     | Louison Bobet                                                    |
| 1959      | Gérard Saint                                                     | Ercole Baldini                                                   | Henri Anglade                                                    |
| 1960      | Valentin Huot                                                    | Gilbert Salvador                                                 | Raymond Poulidor                                                 |
| 1961      | Rik Van Looy                                                     | Jean Stablinski                                                  | Robert Cazala                                                    |
| 1962      | Jacques Anquetil                                                 | Raymond Poulidor                                                 | Guy Ignolin                                                      |
| 1963      | Raymond Poulidor                                                 | Jean Stablinski                                                  | Henri Anglade                                                    |
| 1964      | Jean Stablinski                                                  | Vittorio Adorni                                                  | Georges Groussard                                                |
| 1965      | Vittorio Adorni                                                  | Jacques Anquetil                                                 | Jan Janssen                                                      |
| 1966      | Rudi Altig                                                       | Raymond Poulidor                                                 | Jacques Anquetil                                                 |
| 1967      | Raymond Poulidor                                                 | André Foucher                                                    | Lucien Aimar                                                     |
| 1968-1981 | Course non organisée                                             | Course non organisée                                             | Course non organisée                                             |
| 1982      | Bernard Hinault                                                  | Pierre-Raymond Villemiane                                        | Régis Clère                                                      |
| 1983      | Jean-René Bernaudeau                                             | Joaquim Agostinho                                                | Frédéric Brun                                                    |
| 1984      | Éric Caritoux                                                    | Frédéric Brun                                                    | Robert Alban                                                     |
| 1985      | Stephen Roche                                                    | Pascal Poisson                                                   | Pierre Bazzo                                                     |
| 1986      | Laurent Fignon                                                   | Frédéric Brun                                                    | Thierry Claveyrolat                                              |
| 1987      | Non-disputé car une étape du Tour de France arrive à Chaumeil    | Non-disputé car une étape du Tour de France arrive à Chaumeil    | Non-disputé car une étape du Tour de France arrive à Chaumeil    |
| 1988      | Frédéric Brun                                                    | Thierry Claveyrolat                                              | Jérôme Simon                                                     |
| 1989      | Éric Caritoux                                                    | Luc Leblanc                                                      | Pascal Simon                                                     |
| 1990      | Thierry Claveyrolat                                              | Luc Leblanc                                                      | Ronan Pensec                                                     |
| 1991      | Luc Leblanc                                                      | Éric Caritoux                                                    | Denis Roux                                                       |
| 1992      | Richard Virenque                                                 | Thierry Claveyrolat                                              | Stephen Roche                                                    |
| 1993      | Jacky Durand                                                     | Gérard Rué                                                       | Thierry Claveyrolat                                              |
| 1994      | Gilbert Duclos-Lassalle                                          | Ronan Pensec                                                     | Jacky Durand                                                     |
| 1995      | Laurent Jalabert                                                 | Richard Virenque                                                 | Eddy Seigneur                                                    |
| 1996      | Non-disputé car une étape du Tour de France arrive à Tulle       | Non-disputé car une étape du Tour de France arrive à Tulle       | Non-disputé car une étape du Tour de France arrive à Tulle       |
| 1997      | Cédric Vasseur                                                   | Didier Rous                                                      | Abraham Olano                                                    |
| 1998      | Non-disputé car deux étapes du Tour de France à Brive et Corrèze | Non-disputé car deux étapes du Tour de France à Brive et Corrèze | Non-disputé car deux étapes du Tour de France à Brive et Corrèze |
| 1999      | Stéphane Heulot                                                  | Pascal Hervé                                                     | Jacky Durand                                                     |
| 2000      | Christophe Moreau                                                | Christophe Agnolutto                                             | Walter Bénéteau                                                  |
| 2001      | Non-disputé car une étape du Tour de France arrive à Sarran      | Non-disputé car une étape du Tour de France arrive à Sarran      | Non-disputé car une étape du Tour de France arrive à Sarran      |
| 2002      | Nicolas Vogondy                                                  | Patrice Halgand                                                  | Laurent Jalabert                                                 |